# 朱纳格特土邦
朱纳格特土邦（Junagadh）是印度历史上的一个土邦，其首都位于今日印度古吉拉特邦的朱纳格特。
朱纳格特的统治者持有纳瓦卜的头衔，他们的祖先是Muhammad Sher Khan Babai，此人于1654年开创巴拜王朝。他的后裔征服了索拉什特拉南部的广大地区，世代统治此地。
莫卧儿帝国崩溃后，马拉塔帝国占据了古吉拉特一带，朱格纳特被迫与之展开斗争。朱纳格特的纳瓦卜Mohammad Mahabat Khanji I于1730年宣布独立建国，随后向马拉塔帝国进贡。第二次英国-马拉塔战争后，朱纳格特于1807年成为英国的保护国。
1947年印巴分治之后，朱纳格特的末代纳瓦卜Muhammad Mahabat Khanji III和他的大臣沙阿·納瓦茲·布托都信仰伊斯兰教，便于8月11日决定加入巴基斯坦。9月13日，巴基斯坦接受了朱纳格特的加入请求。然而，朱纳格特的臣民大部分是印度教徒，他们群起反叛。印度军队于11月9日入侵并占领了朱纳格特，Muhammad Mahabat Khanji III流亡巴基斯坦。翌年2月20日，朱纳格特举行公民投票，91%的投票者选择加入印度，遂被印度吞并。
朱纳格特家族现今在巴基斯坦卡拉奇定居，依然活跃于政坛及宣称其对朱纳格特的管理。